# Núi ngầm
Núi ngầm hay núi dưới biển (tiếng Anh: seamount) là một ngọn núi nhô lên từ đáy đại dương nhưng không nổi lên khỏi mặt nước, và do đó không phải là một hòn đảo. Thông thường thì núi ngầm được hình thành từ các núi lửa đã tắt nhưng nhô lên đột ngột khỏi đáy biển với độ cao từ 1.000-4.000 mét. Các nhà hải dương học định nghĩa núi ngầm là một thực thể riêng biệt nhô lên với độ cao ít nhất là 1.000 m từ đáy biển. Đỉnh núi ngầm thường nằm sâu dưới mặt nước từ hàng trăm đến hàng nghìn mét, nghĩa là vùng biển có núi ngầm phải là vùng biển sâu. Con người ước tính có đến 100.000 núi ngầm trên Trái Đất với đủ các kích cỡ, hình dạng, cách thức hình thành, phát triển và biến mất nhưng chỉ có một số ít được nghiên cứu. Trong các năm gần đây, người ta quan sát được một vài kiến tạo núi ngầm, ví dụ Loihi ở quần đảo Hawaii.
Do sự phong phú về số lượng, núi ngầm là một trong những hệ sinh thái đại dương phổ biến nhất trên thế giới. Các tương tác giữa núi ngầm và các dòng chảy ngầm, cũng như độ cao của núi, là các yếu tố thu hút sinh vật phù du, san hô, cá và các động vật có vú sống ở biển, từ đó làm lợi cho ngành đánh bắt cá thương mại. Có những mối quan ngại về tác động tiêu cực của hoạt động đánh bắt đối với các hệ sinh thái núi ngầm như làm suy giảm số lượng một số loài thủy sản, ví dụ loài cá có tên khoa học là Hoplostethus atlanticus. Hoạt động giăng lưới vét cá, tức là cào lấy toàn bộ hệ sinh thái khỏi các núi ngầm, chính là nguyên nhân gây ra 95% thiệt hại cho môi trường nơi đây.
Nhiều núi ngầm vẫn được nghiên cứu thường xuyên (như đo độ sâu và đo độ cao bằng vệ tinh) và vẽ vào bản đồ. Đã có trường hợp các tàu hải quân gặp tai nạn do va phải các núi ngầm không có trong bản đồ. Tuy nhiên, mối nguy hiểm lớn nhất từ các núi ngầm là khi sườn núi sụp xuống; càng về sau, áp suất gia tăng trên các sườn núi gây ra hiện tượng lở đá, từ đó có nguy cơ tạo nên những cơn sóng thần khủng khiếp.

## Địa lý
Núi ngầm có mặt ở tất cả các bồn trũng đại dương trên thế giới, cực kì đa dạng cả về mặt không gian và độ tuổi. Năm 1964, các nhà khoa học đưa ra định nghĩa núi ngầm là một thực thể cô lập dâng cao lên ít nhất là 1.000 m từ đáy biển xung quanh với một khu vực đỉnh chóp có giới hạn. Tuy vậy, khái niệm này không được tuân thủ chặt chẽ do một số nhà khoa học xem những thực thể chỉ cao 100 m cũng là núi ngầm. Nếu xét theo khái niệm ban đầu thì có 100.000 núi ngầm dưới các đại dương, còn xét theo khái niệm thoáng hơn con số này lên tới 2 triệu. Tuy nhiên, có thể chẳng bao giờ người ta nắm được một số liệu chính xác do có những núi ngầm quá nhỏ và quá sâu, không thể phân tích được.
Hầu hết các núi ngầm có nguồn gốc là núi lửa; vì lẽ này, người ta thường tìm thấy chúng trên lớp vỏ đại dương gần các rặng núi giữa đại dương, chùm manti và các vòng cung đảo. Gần một nửa số núi ngầm trên Trái Đất được tìm thấy ở Thái Bình Dương trong khi số còn lại phân bố chủ yếu ở Đại Tây Dương và Ấn Độ Dương. Nhìn chung, núi ngầm phân bố rất không đều tại Nam bán cầu.
Núi ngầm thường hợp lại thành từng cụm, ví dụ chuỗi núi ngầm Emperor kéo dài hàng nghìn kilômét về phía tây bắc của quần đảo Hawaii. Cách đây hàng triệu năm, các hoạt động núi lửa đã tạo nên các núi ngầm này, nhưng kể từ đó chúng càng ngày càng chìm sâu hơn dưới nước. Ngoài các cụm núi ngầm, con người cũng tìm thấy những núi ngầm hoặc nằm riêng lẻ hoặc không có nguồn gốc núi lửa rõ ràng, dù rằng số này không nhiều lắm; có thể kể ra vài ví dụ như núi ngầm Bollons, núi ngầm Eratosthenes, núi ngầm Axial và dãy núi Gorringe. Nếu gom tất cả các núi ngầm trên thế giới lại một chỗ, chúng sẽ tạo thành một địa hình có diện tích ngang ngửa với châu Âu. Do có số lượng đông đảo, núi ngầm là một trong những cấu trúc đại dương và quần xã sinh vật phổ biến nhất Trái Đất nhưng cũng  còn nhiều bí ẩn nhất.

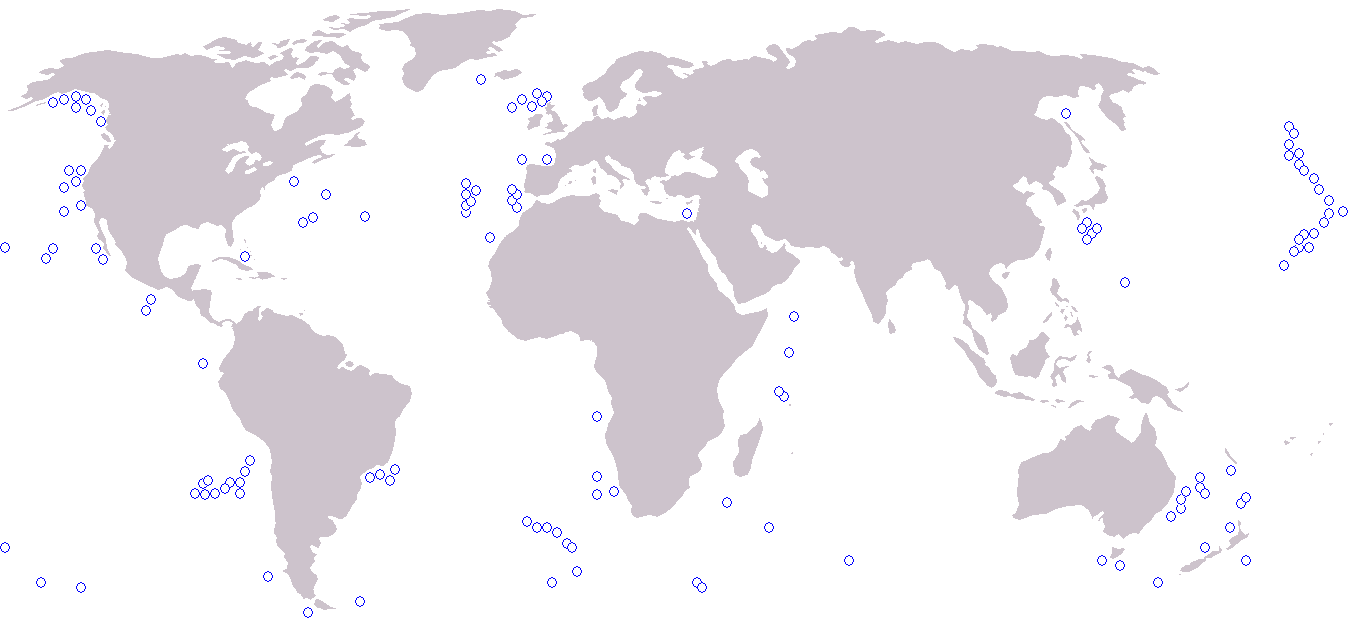
Một bản đồ chưa đầy đủ thể hiện những núi ngầm lớn trên thế giới.

## Địa chất

### Cấu trúc
Núi ngầm có thể hình thành theo hàng loạt cách thức kiến tạo khác nhau, dẫn đến sự đa dạng về cấu trúc, từ hình nón, chóp phẳng đến các hình thù phức tạp. Có những núi rất lớn nhưng cũng rất thấp, ví dụ núi chóp phẳng Koko và núi ngầm Detroit trong khi số khác thì dốc hơn, ví dụ núi ngầm Loihi. Một số núi ngầm có chóp carbonate hoặc trầm tích.
Nhiều núi ngầm có dấu hiệu của hoạt động xâm nhập, tiềm tàng nguy cơ gây nên sạt lở sườn núi. Núi ngầm có thể được phân loại thành: (1) núi chóp phẳng (guyot), sâu ít nhất 200 m dưới mặt biển với chu vi khu vực chóp núi có khi đến hơn 10 km; (2) knoll, tức là những ngọn núi riêng lẻ có độ cao dưới 1.000 m; (3) đỉnh nhọn (pinnacle), tức là những núi ngầm có hình dạng giống như những cái cột.

## Sinh thái

### Vai trò sinh thái
Về mặt sinh thái, núi ngầm có vai trò cực kì quan trọng đối với quần xã sinh vật bao quanh chúng, nhưng vai trò của chúng đối với môi trường thì còn mơ hồ. Do "mọc" lên từ đáy biển, núi ngầm làm biến dạng dòng chảy thông thường, gây ra các xoáy nước và các hiện tượng thủy văn liên quan, tạo nên một đáy biển mới. Tốc độ dòng chảy ở đây có thể lên tới 0,9 knot hay 48 cm/giây. Do vậy, khu vực núi ngầm thường có lượng sinh vật phù du cao hơn bình quân, từ đó thu hút cá tìm đến, để rồi sau đó cá lại thành thức ăn cho các sinh vật săn mồi khác. Tất cả đã biến núi ngầm thành một điểm nóng sinh học quan trọng.
Núi ngầm thường cung cấp nơi sinh sống và sinh sản cho các động vật lớn hơn, bao gồm rất nhiều loài cá khác nhau. Một số loài, ví dụ Allocyttus niger và Apogon nigrofasciatus, thường tụ tập ở núi ngầm hơn là tại các vùng biển khác. Các loài động vật biển có vú, cá mập, cá ngừ và động vật thân mềm tập trung tại núi ngầm để săn mồi. Tại các núi ngầm nông cạn, gần mặt biển, người ta nhiều khi người ta còn thấy cả chim biển đến tìm thức ăn.
Nhờ độ cao của mình, núi ngầm tạo ra môi trường sống cho những sinh vật biển sống không sống hoặc không quen sống ở những vùng đáy sâu của đại dương. Do hình thành từ đá núi lửa, giá thể của núi ngầm thường cứng hơn nhiều so với trầm tích đáy biển xung quanh. Điều này khiến mức độ đặc hữu của quần thể động vật nơi đây cao hơn so với các quần thể sinh sống ở đáy biển bình thường. Tuy nhiên, các nghiên cứu tiến hành gần đây tại núi biển Davidson (tiểu bang California, Hoa Kỳ) cho rằng không hẳn quần thể sinh vật núi ngầm có tính đặc hữu cao hơn, và các nhà khoa học vẫn tiếp tục bàn luận về tác động của núi ngầm lên tính đặc hữu của sinh vật. Tuy vậy, rõ ràng núi ngầm đã cung cấp nơi cư ngụ cho những loài vốn khó có thể sống sót ở một nơi nào khác ngoài núi ngầm.
Có rất nhiều sinh vật kiếm ăn bằng cách lọc nước (filter feeder) sống tại phần đá núi lửa trên sườn núi ngầm, cụ thể như san hô thường tận dụng các dòng chảy mạnh xung quanh núi ngầm để lấy thức ăn. Điều này trái ngược hẳn với các môi trường dưới đáy biển sâu, nơi các sinh vật kiếm ăn ở chỗ lắng (deposit-feeding) dựa vào nguồn thức ăn lấy từ đáy biển. Ở các vùng nhiệt đới, san hô phát triển nhiều dẫn tới sự hình thành các rạn san hô vòng trên đỉnh núi ngầm.

### Ngư nghiệp
Ngành công nghiệp đánh bắt thủy sản từ lâu đã chú ý đến nguồn lợi thủy sản mà các núi ngầm mang lại. Từ nửa sau thế kỉ 20, do cung cách quản lý yếu kém và áp lực tìm kiếm nơi khơi thác mới do các ngư trường và thềm lục địa truyền thống đã cạn kiệt, con người đã hướng đến việc đánh bắt thủy sản tại khu vực các núi ngầm từ đó.
Có gần 80 loài cá và động vật có vỏ sinh sống ở núi ngầm bị khai thác thương mại, bao gồm Palinuridae, Paralithodes camtschaticus, Lutjanus campechanus, Hoplostethus atlanticus, Percidae, cá thu và cá ngừ.

### Bảo tồn

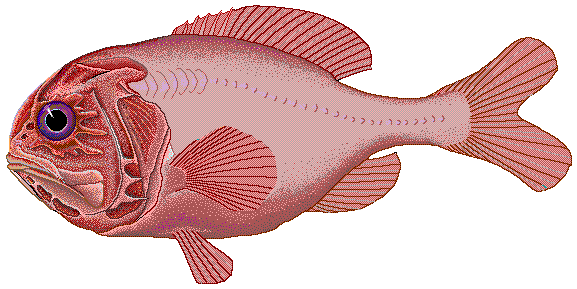
Loài cá Hoplostethus atlanticus bị cạn kiệt về số lượng do nạn khai thác quá mức. Các chuyên gia nói rằng phải mất nhiều thập kỉ mới khôi phục được số lượng loài này lại như cũ.

Việc bảo tồn hệ sinh thái của núi ngầm gặp trở ngại do tình trạng thiếu thông tin. Có rất ít nghiên cứu về núi ngầm: chỉ 350 trong số 100.000 núi ngầm trên thế giới là được lấy mẫu, trong đó chỉ có 100 núi ngầm được nghiên cứu sâu. Nguyên nhân gây nên tình trạng này là do thiếu công nghệ hay do khó tiếp cận các cấu trúc sâu dưới biển. Chỉ vài thập niên gần đây, công nghệ mới cho phép khám phá toàn diện núi ngầm. Trước khi tiến hành bảo tồn, cần thiết phải vẽ được bản đồ núi ngầm trên thế giới; hiện công việc này đang được tiến hành.

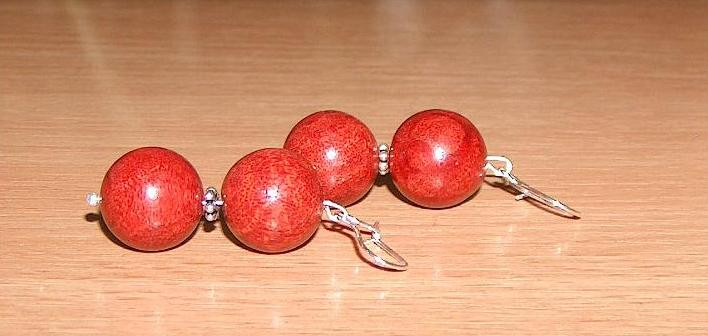
Hoa tai làm bằng san hô khai thác từ núi ngầm

Đánh bắt hải sản quá mức là mối đe doạ nghiêm trọng đối với môi trường sinh thái nơi đây. Có thể kể đến nạn đánh bắt loài cá Hoplostethus atlanticus tràn lan ở bờ biển nước Úc và New Zealand hay nạn khai thác loài cá Pseudopentaceros richardsoni gần Nhật Bản và Nga. Các loài này dễ cạn kiệt là vì vòng đời dài, phát triển chậm và trưởng thành chậm. Vấn nạn sử dụng lưới vét để đánh cá cùng với khó khăn trong việc giám sát các núi ngầm thuộc các vùng biển quốc tế càng làm trầm trọng thêm vấn đề này. Theo báo cáo năm 2006 của Tổng thư ký Liên Hợp Quốc, đánh bắt hải sản bằng lưới vét là nguyên nhân gây nên 95% tổn hại đối với hệ sinh thái của núi ngầm.
San hô từ núi ngầm cũng rất dễ bị tổn thương do việc chế tác đồ trang sức và đồ trang trí từ san hô mang lại lợi ích kinh tế cao. Con người khai thác rất nhiều san hô từ núi ngầm, gây cạn kiệt tầng san hô tại đây.